# Glomus corymbiforme
Glomus corymbiforme är en svampart som beskrevs av Blaszk. 1995. Glomus corymbiforme ingår i släktet Glomus och familjen Glomeraceae.   Inga underarter finns listade i Catalogue of Life.